# هشيش ربيعي
هشيش ربيعي (الاسم العلمي: Psathyrella vernalis) هو نوع من الفطريات يتبع جنس الهشيش من الفصيلة الهشيشية[إخفاق التحقق] .